# Trata de recordar
Trata de recordar es un capítulo de la primera temporada de ALF, dividido en dos episodios, el 16 y 17, la primera y segunda parte, respectivamente.

## Personajes
- ALF
- Kate
- Brian
- Lynn
- William
- Brenda

## Historia

### Primera parte
El capítulo se inicia con ALF dispuesto a tomar una ducha y solicitando a Kate que le haga unos cheques para Greenpeace y para el autoclub. Lynn le pregunta si él es miembro del autoclub y él contesta afirmativamente, pues le agrada su revista. Kate se niega a hacerle más cheques a ALF, pero ALF se da cuenta de que sus cheques acaban de llegar, aunque con el diseño de una puesta de sol, a pesar de haber ordenado con diseño de salida de sol. Kate le quita los cheques y le dice que vaya a bañarse, mientras ALF comenta que ojalá las compañía de seguros lo dejaran en paz, ya que apenas alcanza a cubrir lo del autoclub. Kate afirma a Lynn que ALF soltará pelos en la bañera, pero Lynn le dice a su madre que llevaba una gorra de baño. Mientras Kate y su hija conversan, escuchan un golpe y acuden a ver qué le ha sucedido a ALF. Kate le pregunta: «ALF, ¿te encuentras bien?» a lo que el extraterrestre contesta que él no es ALF, sino Wayne Shlatel, un vendedor de seguros, pues ha perdido la memoria.
Lynn le sigue la corriente al extraterrestre y le pregunta de qué está hablando, pero ALF responde que está hablando de su futuro e intenta venderle un seguro de vida. Kate piensa que el choque eléctrico le afectó la memoria, pero Lynn le dice que parece estar bien y quebe haber estado leyendo un catálogo de seguros en el baño, antes del accidente. ALF le ofrece a Lynn un calendario de la compañía, gratis, pero resultó que eran las tablas métricas. Kate le pide a ALF, que insiste en que lo llame Wayne, que se siente,; incluso ALF le pregunta el nombre a Kate, Lynn también se presenta con el supuesto vendedor de seguros. ALF les dice a Kate y a Lynn que son hermanas. Kate intenta hacer entrar en razón a ALF contándole toda la verdad, diciéndole que él no es un vendedor de seguros, sino un extraterrestre del planeta Melmac, pero ALF le contesta: «Como usted diga. El cliente siempre tiene la razón». Lynn interviene para decirle que su madre habla en serio y empieza a recordar sobre cuando ALF llegó y estrelló en su nave espacial contra su cochera, a lo que ALF les contesta que les puede conseguir varios planes que les cubrirán los daños en el techo, pero como ese techo ya fue dañado anteriormente, no podrán asegurarlo por una buena cantidad de dinero. Lynn no sabe qué más hacer, pero Kate le sugiere que no le firme nada. Luego llega William y Brian Tanner, quienes desconocían lo sucedido en la cas con ALF y al llegar, le dice: «Usted debe ser el señor Tanner», él le dice que adivinó y se dirige a él como ALF, pero Lynn lo corrige que es «Wayne Shlatel» y entre Kate y Lynn le cuentan lo sucedido con ALF. Sugieren llamar a un médico que vea a ALF. William intenta refrescarle la memoria a ALF diciéndole que es un extraterrestre y de lo que sucedió el día que llegó a la casa. ALF les dice que tienen una gran imaginación, sin dar crédito a lo que le decían, mientras se ríe.
Luego pide permiso para hacer una llamada telefónica a su oficina, pero, según él, olvidó su número. Lynn le dice que está en su tarjeta de presentación, lo que es criticado por William, pero Kate interviene para decir que lo deje llamar, para que se dé cuenta que el no es Wayne Shlatel. ALF llama a una mujer, a la que le dice «cariño» y le da el número telefónico de dónde se encuentra. Aunque la mujer lo escucha una voz muy rara, le pregunta si está su esposa con él, ALF lo niega, y la mujer le pregunta que dónde estuvo ese día, ya que lo esperó en el hotel, por casi una hora, pero él dice que no lo recuerda. La mujer le dice que si cree que ella lo va esperar toda la vida está muy equivocado, que si no le pide el divorcio a su mujer habrán terminado. ALF dice que está bien y que esa noche le pedirá el divorcio y cuelga el teléfono. ALF se sorprende que unos cuantos tragos, risas hagan pensar a algunas mujeres que es para siempre... William le dice que él ya ha ido demasiado lejos, pero ALF le dice que no conoce a Brenda. Willie le vuelve a ALF, que no es un agente de seguros, que no sabe nada de eso y que hace poco incluso no sabía nada de este planeta. Le recuerda que para Navidad él escondió unos huevos o que no sabía qué era un rompecabezas, que no sabía usar un frisbee ni sabía para qué era la espuma de afeitar.
William le pregunta si no es obvio que él no es Wayne Shlater y ALF responde que lo obvio es que sus menteas no pueden ser aseguradas... ALF sigue intentando venderles un seguro, pero Willie le dice que no lo necesita. ALF le dice que espera que nunca lo necesite, pero que le dejará  unos folletos, por si llega a decidirse. Le pregunta a Willie si se estacionó detrás de él, y él le responde que no lo cree, pregunta que dóndonde está su abrigo e incluso llega a preguntar que dónde están sus pantalones y se siente preocupado, ya que se da cuenta de que está desnudo. Lynn le dice que no para ellos, pero él le dice que ellos son muy liberales, pero él no lo es. Exige sus llaves de su automóvil, sus pantalones y que quiere irse. William le dice a los demás que no dejen que se vaya y ALF pide que se quiten todos de su camino. ALF piensa que primero lo raptan y que luego lo hacen prisionero, dice que había oído que eso le había sucedido a otros agentes, pero que nunca pensó en que le pasaría a él.
William lo encierra en su habitación, mientras ALF le dice que estará en serios problemas, que irá a prisión por ello y que tal vez nunca salga y que si lo logra, nunca conseguirá un seguro. Willie le pide que trate de calmarse y tal vez pueda recordar, ALF responde que no quiere calmarse, ya que es un agente con mucha energía, que así fue como hizo un millón de dólares. Willie le pregunta si su entorno le es familiar, pero ALF entiende que el también tuvo una aventura con su mujer, Kate.
William le recuerda de la vez en que se acostó al lado de Kate y que ella lo saludó creyendo que se trataba de él. ALF intenta disculparse con William, pero él le dice que puede estar muy seguro que no sucedió nada entre ellos, ya que Kate lo detestaba y le recuerda del alboroto que provocó cuando Kate se dio cuenta de que era él. ALF le dice que como no tuvo una aventura con su esposa, le devuelva sus pantalones, pero Willie responde que no puede dejarlo ir. ALF le dice que si planea pedir un rescate por él, lo olvide, ya que su compañía tiene la política de no negociar con terroristas, pero que tienen otros planes en los que él tal vez pueda interesarse y que inclusive le puede ofrecer un plan de por vida, le pregunta la edad a Willie y este dice tener 45 años, por lo que según ALF debe actuar rápido, que le puede ofrecer un plan a él y su familia en los años venideros.
Mientras tanto, Kate llama al médico para decirle que alguien de ellos ha perdido la memoria, pero que no pueden llevarlo a su consulta, así que le pregunta sobre algún remedio casero, pero el médico le sugiere pegarle con un rodillo en la cabeza, algo que no le hace gracia a Kate. Luego Brian pregunta si va a buscar el rodillo, pero Kate dice que no pueden pegarle con un rodillo, que no deberían, y que tampoco lo pueden llevar al hospital. Lynn dice que se quedarán con un agente de seguros en la casa que dormirá en el cuarto de lavado. Kate se enoja con ALF, ya que siempre hace cosas así, pero Lynn lo defiende diciendo que esta vez no fue su culpa. Kate dice que ALF es como un niño de 5 años, ya que siempre hay que estarlo cuidando, mientras recuerda la vez que se puso a cantar un rock and roll con un pepino como micrófono o cuando desordenó su dormitorio y se puso su vestido azul y se dieron cuenta de que les habían robado o cuando se fue a la carretera conduciendo un automóvil, que le había regalado a Lynn, y cuando quemó algo en la cocina y que tuvieron que comprar cortinas nuevas. Kate sugiere que Wayne (el nuevo ALF) les puede dar un seguro contra ALF.
ALF y William siguen conversando en su habitación y Brian va con una bandeja de comida porque tal vez el «señor Shlatel» (por ALF) tenga hambre, mientras ALF continúa con su aburridora charla con Willie, quien le dice que le agradaba más como extraterrestre, ya que era molesto, pero nunca aburrido. En ese momento, entra Brian con la bandeja para ALF, diciendo: «Le traje comida, señor Shlatel». ALF pregunta qué le ha llevado de comida y Brian responde que donas y pasteles, su comida favorita, pero él dice que tiene un estómago muy delicado. En eso recuedan cuando se coió un pavo solo, cuando él preparó el desayuno para Navidad, cuando se comió un pelo que había en su plato y cuando comía con desesperación, cuando estaba escondido en el garaje para que no lo viese Dorothy, la madre de Kate o cuando comía con desesperación en la casa de Judy, su amiga ciega; cuando se comió toda la comida de Suertudo, el gato de la casa, porque al gato lo tenía en engorda para comérselo después. ALF le dice a  Brian que se lleve esa comida y que él no comerá hasta que lo dejen irse.
Al irse Brian, William le muestra un espejo a ALF, quien reconoce que «necesita una afeitada», mientras que Willie le dice que esa no es la cara de un agente de seguros. él le dice que no es un agente de seguros, sino un extraterrestre. ALF no entiende qué quiere de él, ya que obviamente no quiere una póliza de seguros. ALF intenta engañar a Willie, diciéndole que ahora recuerda todo, que él es un extraterrestre del planeta «Mislav». Obviamente, debido al gran error William no le cree y le dice que no saldrá de su habitación. ALF le dice a Willie que habían hecho un trato, pero él dice que deberá confiar en él, que es peligroso que salga de ahí, mientras le recuerda la vez que llegó el ejército porque supuestamente tenían una criatura espacial y que lo someterían a exámenes de calor intenso, frío, alto voltaje, sustancias tóxicas, dolor, privación del sueño y tal vez a la inoculación y lo disectarían y cuando estuvo con extraños que lo confundieron con un oso hormigueron y lo que querían matar con una escopeta para comérselo. ALF entiende que afuera hay personas que lo quieren lastimar y que ellos lo quieren proteger teniéndolo encerrado, desnudo y dándole azúcar, refiriéndose a la comida que le quiso dar Brian. Willie le dice que es algo parecido a lo que él entendió y sale de la pieza para ver si Kate ya encontró alguna manera de ayudarlo, mientras ALF piensa que es obvio que no cerrará la venta de un seguro.
Willie le dice a Kate, en la cocina, que no logra que recupere la memoria y le pregunta si el médico le sugirió algo, ella contesta que sí, pero que no servirá ya que la señora Ochmonek, su vecina, tiene su rodillo. Lynn pregunta si no hay algún servicio telefónico de Psiquiatría y Willie recita el número, que lo memorizó cuando ALF llegó a la casa. Al intentar usar el teléfono, se encuentra con ALF al otro lado de la línea, quien le dice que ahora sí se va a arrepentir, ya que llamó a la policía, riéndose. Willie se lo cuenta a la familia, quienes se preocupan y se levantan de la mesa de la cocina. Luego, en el comedor, Kate le dice que él no está casado, que él vive con ellos y que es parte de la familia, le dice que aunque no es un pariente sanguíneo, es parte de la familia, porque le tienen afecto, ya que ha hecho sus vidas más interesantes; Lynn agrega que únicas; Brian, divertidas; y Willie, terribles, mientras Lynn recuerda que cuando fue a ver a su amiga Judy y encontró en un bolsillo un guante, pensó que era la mano de alguien, cuando le grabó el video de rock and roll para ella y cuando ALF tenía un pastel de lombrices. En ese momento, golpean a la puerta. Kate dice que es la policía.

## Segunda parte
La segunda parte se inicia con Willie diciendo que no cree que haya llamado a la policía. Kate pregunta que qué harán si llega la policía y ALF, vestido con terno y corbata de William, sugiere que les digan que son extraterrestres y que luego les quiten la ropa. Willie le pregunta que quién le quita la ropa a quién, ya que está vestido con sus ropas. William le dice que no sabe en el problema que se acaba de meter, pero ALF le corrige que es él quien está en problemas, por secuestrar a un miembro de los seguros de vida Míchigan, que los policías lo encerrarán y sabrá lo que es estar prisionero. Willie le recuerda que él ya ha estado prisionero, gracias a él, cuando usó la radio de onda corta par llamar al presidente. ALF lo trata de exconvicto y que ya sabe lo que le espera. William le dice: «Yo no soy el único que irá a la cárcel, amigo» y ALF le responde que él no es su amigo, pero que lo hubiera sido si no le hubiera quitado los pantalones. ALF recibe un llamado telefónico como Wayne Shlagel de la mujer a la que antes había llamado con la que supuestamente tenía un amorío ilegal, quien le pide disculpas, ya que cuando habló anteriormente con él estaba enojada por un compañero de trabajo y se había desquitado con él. La mujer le dice que si debe compartirlo, lo acepta, ya que hay suficiente para ambas (su señora y ella), le pide que haga como que nada ha pasado y que se encuentren en 30 minutos más en el mismo lugar de siempre. ALF responde que le encantaría, pero no puede, ya que lo tienen secuestrado, la mujer no le cree y decide terminar la relación con él, le dice que irá a su casa y que le contará todo a su esposa y le corta el llamado, indignada.
ALF le dice a Willie que perdió un fantástico matrimonio, gracias a él y a una fantástica secretaria. Lynn no sabe qué hacer y Wilie dice que llegará la policía llegará buscando a un agente de seguros llamado Wayne Shlagel, pero como no tiene a nadie con ese nombre, deberán aceptar lo que les digan. Lynn pregunta si van a darse por vencidos y su madre le responde que parece que no tienen otra salida, a lo que ALF comenta que «es muy razonable de su parte» y que hablará con el juez y le dirá que lo trataron muy bien, a Willie.
Lynn intenta hacer recordar a ALF, le dice que él no es Wayne, sino ALF, que son amigos, pero el extraterrestre le dice que no va a conseguir que él ceda de esa manera, le pide que recuerde cuánto se estiman y le menciona la vez que cuando ella comentaba que qué harían con él y él decía que debían amarlo hasta que la muerte los separe, ella le decía que lo harán y luego se ponían a cantar. ALF intenta seguir el ritmo, pero luego dice que eso es rock and roll y que él no escucha eso, porque es una basura y un montón de mensajes satánicos. Lynn lo corrige y le dice que no es cierto, que a él le encanta el rock and roll y le recuerda que una vez le escribió una canción. Brian le pone el videoclip que hizo para Lynn, aunque ALF decía que él está en contra los videos de rock, ya que contribuyen a la delincuencia y a la desunidad familiar. Lynn le dice que su video no ha provocado eso, Willie corrige que hasta ese momento, no. Luego de ver el video, ALF cree que quien salen en el video se parecen a él, pero no es él. Lynn le dice que sí es él. ALF pregunta si hay alguna otra cosa que quisieran decirle antes de que los encierren, pero Lynn le dice que recuerde que le hizo ese video porque ella le importaba y él creía amarla... Él dice que está casado y que solamente no recuerda el nombre de su esposa, en ese momento...
Kate le dice que él no está casado, que vive con ellos y es parte de su familia. Le recuerda cuando llegó la policía, ante una denuncia de esconder una criatura extraterrestre o cuando para el cumpleaños de William le dio un beso a él. ALF dice que si él es parte de la familia que le expliquen que a qué parte de la familia le debe su enorme nariz, riéndose con su risa característica. Brian lo nota y Kate continúa diciéndole que él no es un pariente sanguíneo, sino que es parte de la familia, porque le tienen afecto y ha hecho sus vidas más interesantes, Lynn agrega que también únicas, Brian que divertidas y Willie que terribles. Le recuerdan cuando se vistió con el vestido azul de Kate, cuando ayudó a William a hacerle un video de rock and roll a Kate, cuando apagó con un vaso de agua las velas de su pastel de cumpleaños, cuando hizo una sesión de espiritismo para contactar al difunto padre de Kate, cuando emitía sonidos ensordecedores con su boca, cuando encontró un guante en el abrigo de Willie y creyó que era una mano de alguien, cuando les preparó una cena a Willie y Kate por su aniversario, cuando le dijo a Lynn que se comía un pastel de lombrices, cuando Kate lo escuchó tocar el piano de manera perfecta, cuando echó a perder la radio de onda corta de William a quien le había tomado 10 años poder armarla, cuando compró 4000 dólares en cosméticos, cuando Willie intentando arreglar el televisor y se electrocutó luego de que ALF conectara el enchufe del televisor y cuando ALF contaba sus chistes en la mesa.
En ese momento, ALF le dice cuál es su chiste favorito de androides, pero en ese instante se pregunta qué cosa es un androide. Brian se da cuenta de que ALF está recordando, al igual que William. Lynn sugiere seguir contándole cosas para que recuerde y menciona la vez en que ALF lavó la cámara de Willie en la lavadora, Kate recuerda cuando enceró la chimenea, Willie que cuando construyó una fábrica de termitas y ALF contesta que fue porque había oído que serían el alimeto del futuro. Lynn le dice que entonces lo recuerda, pero él dice que no sabe por qué dijo eso y que ellos lo están confundiendo, que le están haciendo un lavado de cerebro. Brian añade que solo quieren a su ALF y él pregunta que pr qué quieren tanto a ese tipo, si solamente causa problemas, Kate dice que no cree ese que estaban molestos cuando llamó a la policía, no por temor de ir a la cárcel, sino por miedo a perderlo. Brian le dice a ALF que no quiere perderlo, pues es su mejor amigo y le recuerda cuando le dio un abrazo felicitándolo por su cumpleaños y Brian le dijo que lo quería, el día en que supuestamente ALF se iba a ir de la casa con Rhonda y su amigo Skip, dejó llorando a la familia y él decidió perder su viaje para quedarse con ellos, lo que emocionó muchísimo a la familia Tanner, aunque haya querido llevarse a Suertudo en su maleta.
ALF no entiende por qué él iba poner a su gato en una maleta, dice que en un plato podría entenderlo, pechugas de gato pero..Kate y Lynn se dan cuenta de que cada vez recuerda más cosas, mientras ALF dice que es una locura, aunque suena apetitoso...
Le recuerdan la vez que consultó con Kate dónde guardaba sus cacerolas, porque el gato no cabía en el tostador, cuando encontró pelos de gato en la casa de su amiga Judy y se los comió, cuando quiso hipnotizar a Suertudo, el gato de la familia haciéndolo creer que era un pan de manteca y cuando correteaba a Suertudo para comérselo. ALF niega todo, por lo que Kate manda a Brian a buscar al gato, pero ALF insiste en que los agentes de seguros no comen gatos y él es uno, así que él no come gatos. Kate y Lynn le recuerdan cuando conversaba con el gato, diciéndole que aunque tuviera ganas de hacerse un sándwich con Suertudo no lo haría, porque confiaban en él, pero que no se sintiera muy seguro. ALF dice que tal vez sí, tal vez no coma gatos. En ese momento aparece Brian con su gato y ALF le intenta quitar a Suertudo y los Tanner piensan que al fin ha vuelto el mismo ALF. Lynn le pregunta qué recuerda y él dice que un gran rayo de luz y que sonrió, ya que pensó que le tomaban una fotografía y que el seguro contra termitas es el más barato, lo que para Kate es un comienzo.
Luego llaman a la puerta y Kate dice que es la policía, ALF les pregunta qué hicieron esta vez, ya que en esa familia cuando no es una cosa es la otra y pregunta por qué está vestido con un barato traje de poliéster, Lynn le dice a ALF que mejor se vayan a la cocina.
Un policía llama por teléfono y dice que localizaron a Shlagel que estaba en el hospital, ya que su esposa lo encontró antes. Kate dice que irán a visitarlo y William que se alegra de que todo se haya solucionado y de saber que todo había sido una broma. El policía se disculpa por haber registrado su casa y dice que les enviará unos folletos de seguridad, ya que el 30 % de los accidentes suceden en el hogar. Kate añade, una vez se ha ido el policía, que el porcentaje sube con un extraterrestre. ALF desde la cocina, se asoma por la ventana y pregunta si ya pasó el peligro y Willie le contesta afirmativamente, pero que debe recordar lo que dijo el policía sobre el mal uso de aparatos eléctricos y ALF responde que no lo oyó, pues estaba escondido en la secadora.